# Karen Sandler

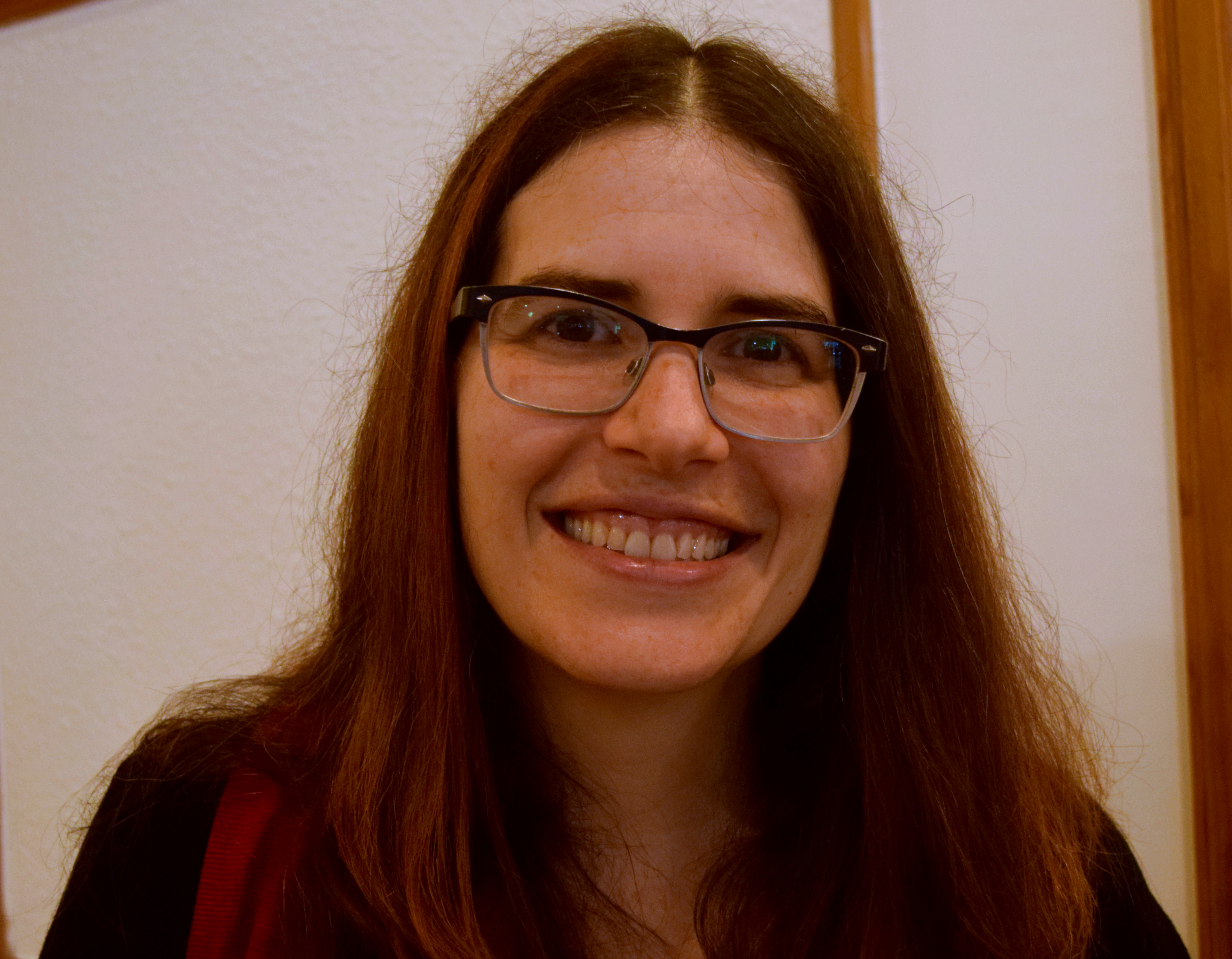
Karen Sandler (2017)

Karen Sandler ist eine US-amerikanische Rechtsanwältin und Geschäftsführerin der Organisation Software Freedom Conservancy. Sie war General counsel des Software Freedom Law Center sowie Geschäftsführerin der GNOME Foundation. Sie erhielt einen Ehrendoktortitel der Katholieke Universiteit Leuven.

## Leben
Sandler hat ihr Jurastudium im Jahr 2000 an der Columbia Law School abgeschlossen. Dort hat sie die erste Open-Access-Zeitschrift der Hochschule, Columbia Science and Technology Law Review, mitbegründet. Sandler hat außerdem ein Studium der Ingenieurwissenschaften an der New Yorker Privathochschule The Cooper Union absolviert und mit einem Bachelor abgeschlossen. Sie arbeitete zunächst als Juristin in Unternehmensabteilungen.

## Engagement für Freie Software
Von 2005 bis 2011 war Sandler für das von Eben Moglen gegründete Software Freedom Law Center (SFLC) tätig. Das SFLC ist eine Non-Profit-Organisation, die unentgeltlich juristische Dienstleistungen für Entwickler von Free/Libre Open Source Software anbietet. Sandler war dort zunächst Rechtsberaterin, ab 2010 General counsel.
Beim Software Freedom Law Center beriet sie viele Organisationen, darunter die Free Software Foundation, die Apache Software Foundation, die X.Org Foundation, Software in the Public Interest und die Software Freedom Conservancy. Sie hielt auf zahlreichen Konferenzen Vorträge über freie Software, etwa auf der OSCON, der Southern California Linux Expo (SCaLE) und der LinuxCon 2010.
2010 rief Sandler eine Initiative ins Leben, die sich für freie Software auf implantierbaren medizinischen Geräten einsetzte. Zuvor hatte sie sich kritisch mit ihrem eigenen Implantat, einem Defibrillator, auseinandergesetzt. Sie kritisiert, dass der Quellcode der Software dieser medizinischen Geräte nicht transparent gemacht wird. Dies stelle ein gesundheitliches Risiko für die Betroffenen dar. Ihr Defibrillator sei für eine Patientengruppe von Männern ab etwa 60 Jahren entwickelt worden. Wird er jüngeren Frauen implantiert, könne er ungewollt während einer Schwangerschaft auslösen. Aus diesem Grund fordert Sandler eine Möglichkeit, die auf den Geräten laufende Software selbst einzusehen und zu verbessern.
Nebenher engagierte sie sich als ehrenamtlicher Syndikus für die Non-Profit-Organisation Question Copyright. Sandler wirkt außerdem an den Podcasts Oggcast (2008–2010) und Free as in Freedom (ab 2010) mit.
Von 2011 bis 2014 war Karen Sandler Geschäftsführerin der GNOME Foundation. Unter ihrer Führung entstand dort zunächst das Outreach Program for Women (OPW), dessen Ziel es war, den Frauenanteil in Free/Libre Open Source Software-Projekten zu erhöhen.
Seit März 2014 ist Sandler Geschäftsführerin der Software Freedom Conservancy. Das Nachfolgeprogramm des Outreach Program for Women, Outreachy, ist bei dieser Organisation angesiedelt. Outreachy ist ein Mentorenprogramm für Diversität, das Stipendien für Mitglieder unterrepräsentierter Gruppen vergibt.

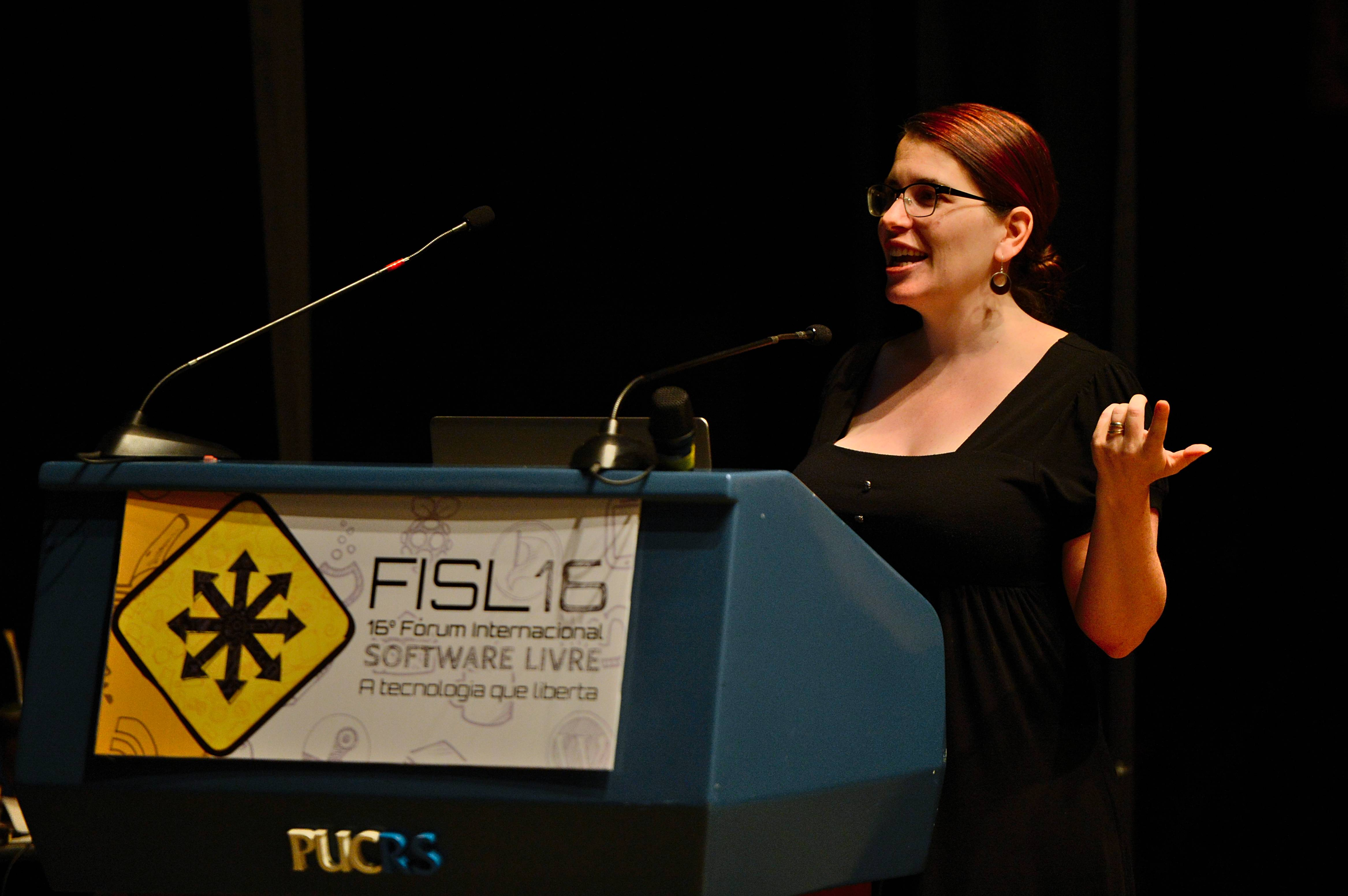
Karen Sandler 2016 beim Fórum Internacional Software Livre (FISL) in Porto Alegre

## Auszeichnungen
Das Gnome Outreach Program for Women wurde 2014 von der Free Software Foundation mit dem Award for Projects of Social Benefit ausgezeichnet.
2017 wurde Karen Sandler von der Free Software Foundation für ihren Einsatz für die Verbreitung freier Software mit dem Free Software Award ausgezeichnet.
2023 verlieh ihr die KU Leuven die Ehrendoktorwürde für ihre außergewöhnliches Engagement für Open-Source-Anwendungen in der Medizin, für die Unermüdlichkeit, mit der sie sich für die Verbesserung und Absicherung von Technologien einsetzt und für ihre beispielhafte Rolle als Frau und Juristin im technischen Bereich.

## Veröffentlichungen
- Karen Sandler, Lysandra Ohrstrom, Laura Moy, Robert McVay: Killed by Code: Software Transparency in Implantable Medical Devices[7]